# Parco naturale regionale Porto Selvaggio e Palude del Capitano

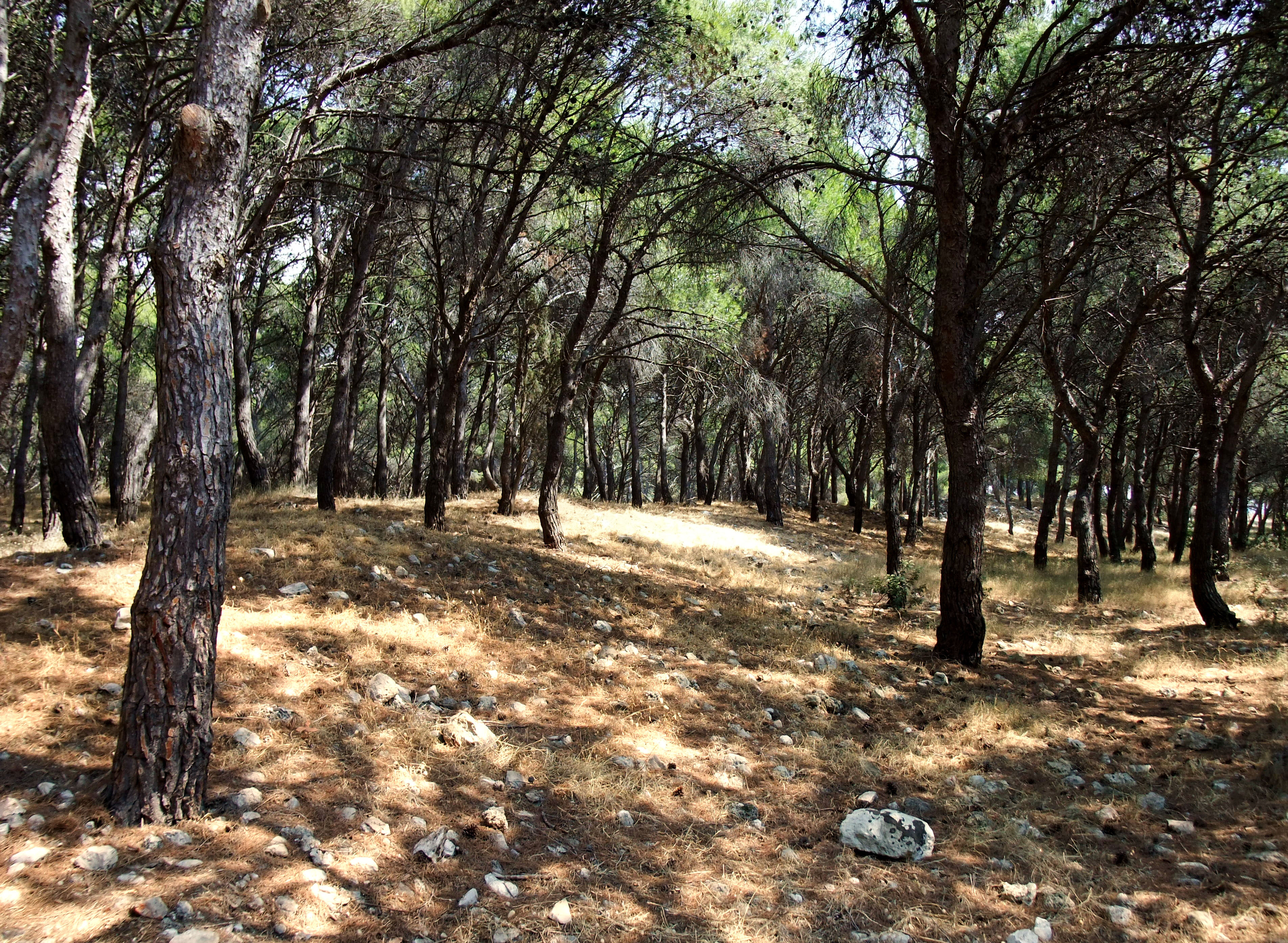
Pineta del parco

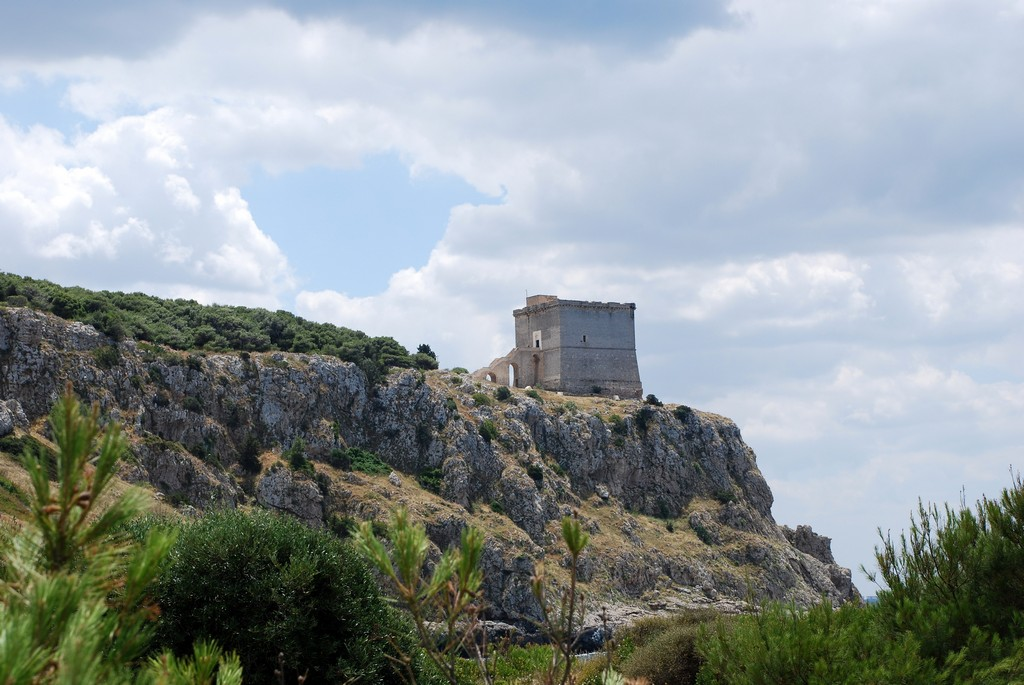
Torre dell'Alto vista dalla baia di Porto Selvaggio

Il parco naturale regionale Porto Selvaggio e Palude del Capitano è un'area naturale protetta della Puglia sito in provincia di Lecce istituito con la legge regionale del 15 marzo 2006, n. 6.
Nel 2007 è stato inserito dal Fondo Ambiente Italiano (FAI) nell'elenco dei "100 luoghi da salvare".

## Territorio
Il parco ricade interamente nel territorio del comune di Nardò. Comprende la zona del parco naturale regionale attrezzato di "Porto Selvaggio - Torre Uluzzo" (istituito nel 1980) e la palude del Capitano (classificata come area naturale nel 1997). La costa è rocciosa e frastagliata, e caratterizzata da pinete e macchia mediterranea. Lungo il litorale sono dislocate la Torre dell'Alto, la Torre Uluzzo e la Torre Inserraglio. Nel territorio del parco si trova anche la grotta del Cavallo, una grotta naturale costiera calcarea, parte di un sistema più ampio di caverne naturali ubicate nella baia di Uluzzo.

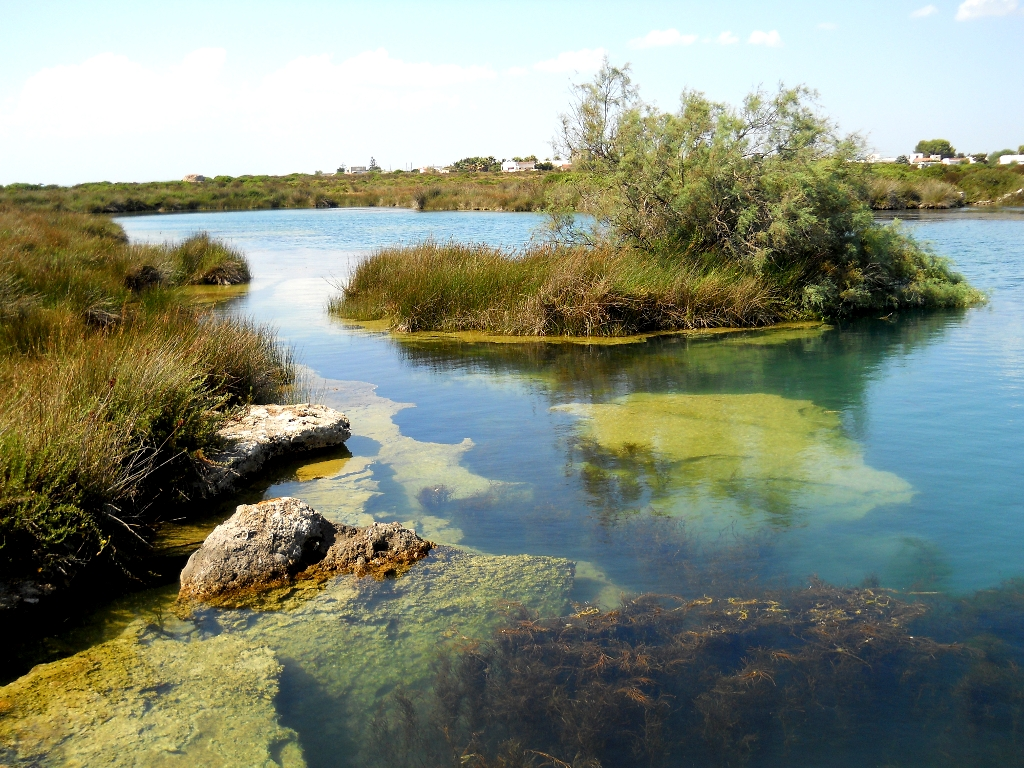
Palude del Capitano

## Flora
Tra le specie presenti si annoverano:
- alisso di Lorodanato (Alyssum locatum )
- astro marino (Aster tripolium)
- campanula pugliese (Campanula versicolor)
- carrubo (Ceratonia siliqua)
- cisto a foglie di salvia (Cistus salviifolius)
- cisto di Montpellier (Cistus monspeliensis)
- cisto rosso (Cistus incanus ssp.creticus)
- fragno (Quercus trojana)
- ginepro fenicio (Juniperus phoenicea)
- ginestra spinosa (Calicotome infesta)
- isoeto (Isoetes histrix)
- lentisco (Pistacia lentiscus)
- mirto (Myrtus communis)
- ofride fior di vespa (Ophrys tenthredinifera)
- pino d'Aleppo (Pinus halepensis)
- rosmarino (Rosmarinus officinalis)
- salicornia glauca (Arthrocnemum glaucum)
- salvione giallo (Phlomis fruticosa)
- scrofularia pugliese (Scrophularia lucida)
- spinaporci (Sarcopoterium spinosum)
- statice salentino (Limonium japygicum)
- timo arbustivo (Thymus capitatus)

## Fauna
- Biacco ("Coluber viridiflavus")
- cervone ("Elaphe quatuorlineata")
- lucertola ("Podarcis sicula")
- ramarro ("Lacerta bilineata")
- capinera ("Sylvia atricapilla")
- gheppio ("Falco tinnunculus")
- garzetta ("Egretta garzetta")
- sgarza ciuffetto ("Ardeola ralloides")
- gallinella d'acqua ("Gallinula chloropus")
- piro piro boschereccio ("Tringa glareola")

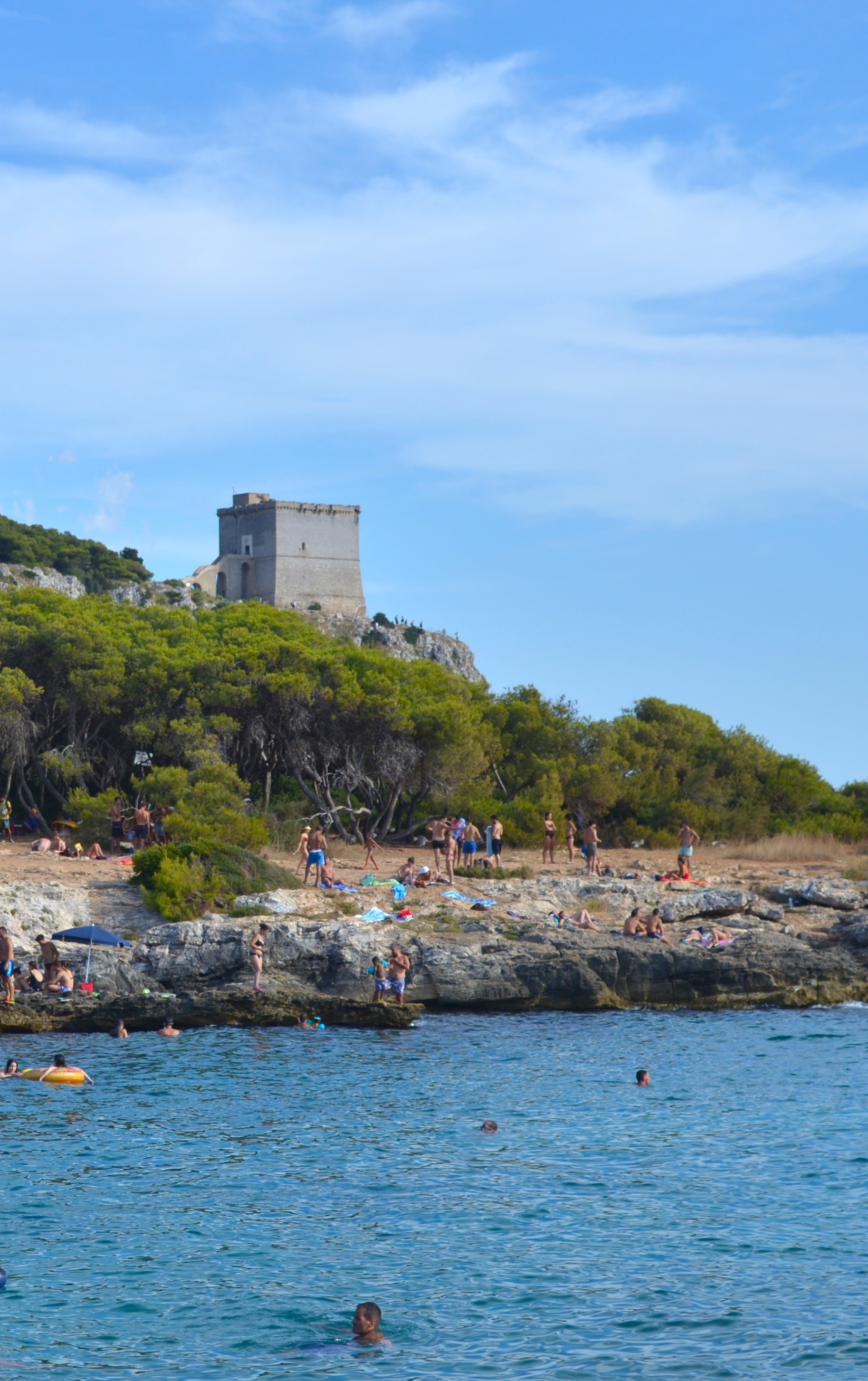

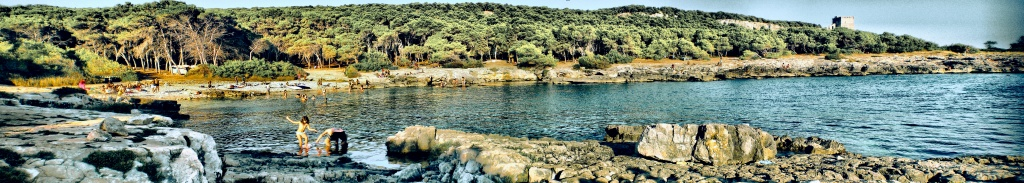
La baia di Porto Selvaggio

- upupa ("Upupa epops")

## Storia
Il parco è stato istituito ufficialmente con la legge regionale n°21 del 1980 e inizialmente comprendeva 420 ettari. Una parte del parco, circa 250 ettari, è stata realizzata con il terreno ceduto al comune dal barone Angelo  Fumarola.
Il rimboschimento di Portoselvaggio fu effettuato dal Corpo Forestale dello Stato a partire dagli anni 1952-54 su un'estensione di 102 ettari nell'ambito di un progetto che aveva come scopo il recupero di 1.500 ettari di terreni denudati e pietrosi situati lungo la costa in provincia di Lecce. Il valore ambientale e la bellezza paesaggistica dell'area furono riconosciuti dal Ministero della Pubblica Istruzione con un decreto del 20/02/1968.
Portoselvaggio apparteneva (per la parte non ricadente nel demanio marittimo) al barone Angelo Fumarola. Nel 1975 Fumarola presentò al Comune di Nardò due progetti di lottizzazione per la realizzazione di residenze turistiche e di attrezzature sportive ed altri servizi che si concentravano a ridosso dell'insenatura denominata Portoselvaggio. Fu per prima la Prof.ssa Cecilia Santoro Lezzi, docente all'Università di Lecce, ad allertare l'opinione pubblica sul pericolo che stava correndo Portoselvaggio con i progetti di lottizzazione denominati "Portoselvaggio Alto" e "Portoselvaggio Mare" che avrebbero stravolto l'area con la costruzione di centinaia di immobili destinati ad uso turistico-residenziale.
Con questi progetti il proprietario dell'epoca Angelo Fumarola aggirava l'impegno preso con il Corpo Forestale, sottoscritto in data 5 marzo 1972, di "non effettuare insediamenti turistici nei terreni rimboschiti". Negli anni 1975-79 maturò la consapevolezza che i progetti di lottizzazione deturpavano la costa di Portoselvaggio privando la collettività di un luogo che era stato valorizzato con denaro pubblico dal Corpo Forestale dello Stato.
Nonostante le proteste nel 1978 la Giunta Comunale di Nardò approvò i progetti di lottizzazione di Portoselvaggio, ma ormai il movimento di protesta aveva coinvolto l'opinione pubblica di Nardò e del Salento arrivando fino al Consiglio Regionale.  Per un intero anno, dal 14/02/1979 al 13/02/1980, il Consiglio Regionale discusse, rinviò, ridiscusse e alla fine approvò la Legge Regionale n°21 del 24 marzo 1980 che istituiva il "Parco naturale attrezzato  Porto Selvaggio - Torre Uluzzi".